# تیمارستان (فیلم ۱۹۹۰)
تیمارستان یا دیوانه‌خانه (به انگلیسی: Madhouse) فیلمی محصول سال ۱۹۹۰ و به کارگردانی تام روپلوسکی است. در این فیلم بازیگرانی همچون جان لاروکات، کرستی الی، آلیسون لاپلاکا، جان دیهل، جسیکا لوندی، بردلی گرگ، دنیس میلر، رابرت گینتی و پل ایدینگ ایفای نقش کرده‌اند.